# Varzázát
Varzázát (marokkói arab: وارزازات, Wārzāzāt; berber: ⵡⴰⵔⵣⴰⵣⴰⵜ, a nyugati nyelvekben gyakran Ouarzazate vagy Warzazat) város Marokkóban, az azonos nevű tartomány székhelye, a Magas-Atlasz-hegységtől délre.

## Népessége
| Lakosok száma | 39 203 | 56 616 | 71 067 | 79 218 |
|               | 1994   | 2004   | 2014   | 2024   |

## Közlekedés
Légi
- Varzazát repülőtér

## Gazdaság
Filmstúdió
A város mellett található az Atlas Studios és a CLA Studios nevű filmstúdiók.
Olyan filmek egy részét forgatták itt, mint 
- Arábiai Lawrence (1962),
- Aki király akart lenni (1975),
- Halálos rémületben (1987),
- Krisztus utolsó megkísértése (1988),
- Kundun (1997),
- A légiós (1998),
- A múmia (1999),
- Gladiátor (2000),
- Mennyei királyság (2005),
- Hanna (2011),
- The Hills Have Eyes (2006)
- Lazacfogás Jemenben (2011),
- valamint a Trónok harca című tévésorozat egy részét.

Naperőmű
A közelben található egy jelentős naperőmű, amely 2016 elején csatlakozott a marokkói elektromos hálózathoz. 

## Turizmus
Fő látnivalója a Taourirt kaszba és az óváros.
A Draa-völgybe és a sivatagba tartó kirándulások kiindulópontja. A várostól nyugatra fekvő Aït Benhaddou erődített település az UNESCO világörökség része.